# Emiliano Luján
Emiliano Luján Sandóval (Cochabamba, 20 de julio de 1910 - La Paz, 22 de diciembre de 1975) fue un escultor y caricaturista boliviano. Trabajó con materiales como el mármol, la madera, la piedra y el bronce.
En 1930 estudió en la Academia de Bellas Artes de La Paz, entre 1931 y 1932 en la Academia de Bellas Artes de Cochabamba. Sirvió en la Guerra del Chaco, donde obtuvo un grado militar y permaneció durante toda la duración del conflicto (1932-1935). Llegó a ser Coronel de Armas, y tuvo un grado póstumo de Teniente General. Entre 1954 y 1955 fue becado por los gobiernos boliviano e italiano para estudiar en la Academia de Bellas Artes de Roma, en Italia.
Tiene entre sus obras varios monumentos alrededor de Bolivia, destacando los monumentos en bronce a Eduardo Abaroa en La Paz, el Cristo Redentor en Santa Cruz, el monumento a Alexander Von Humboldt en La Paz, etc.
Tiene también más de 100 obras en formato pequeño de piedra y bronce. En el Museo del Vaticano se encuentra una de sus obras, que representa a San Francisco y el lobo. Entre 1949 y 1975 presentó más de 30 exposiciones individuales y colectivas, de esculturas y de caricaturas, tanto en Bolivia como en Argentina, Italia y Brasil.

## Monumentos

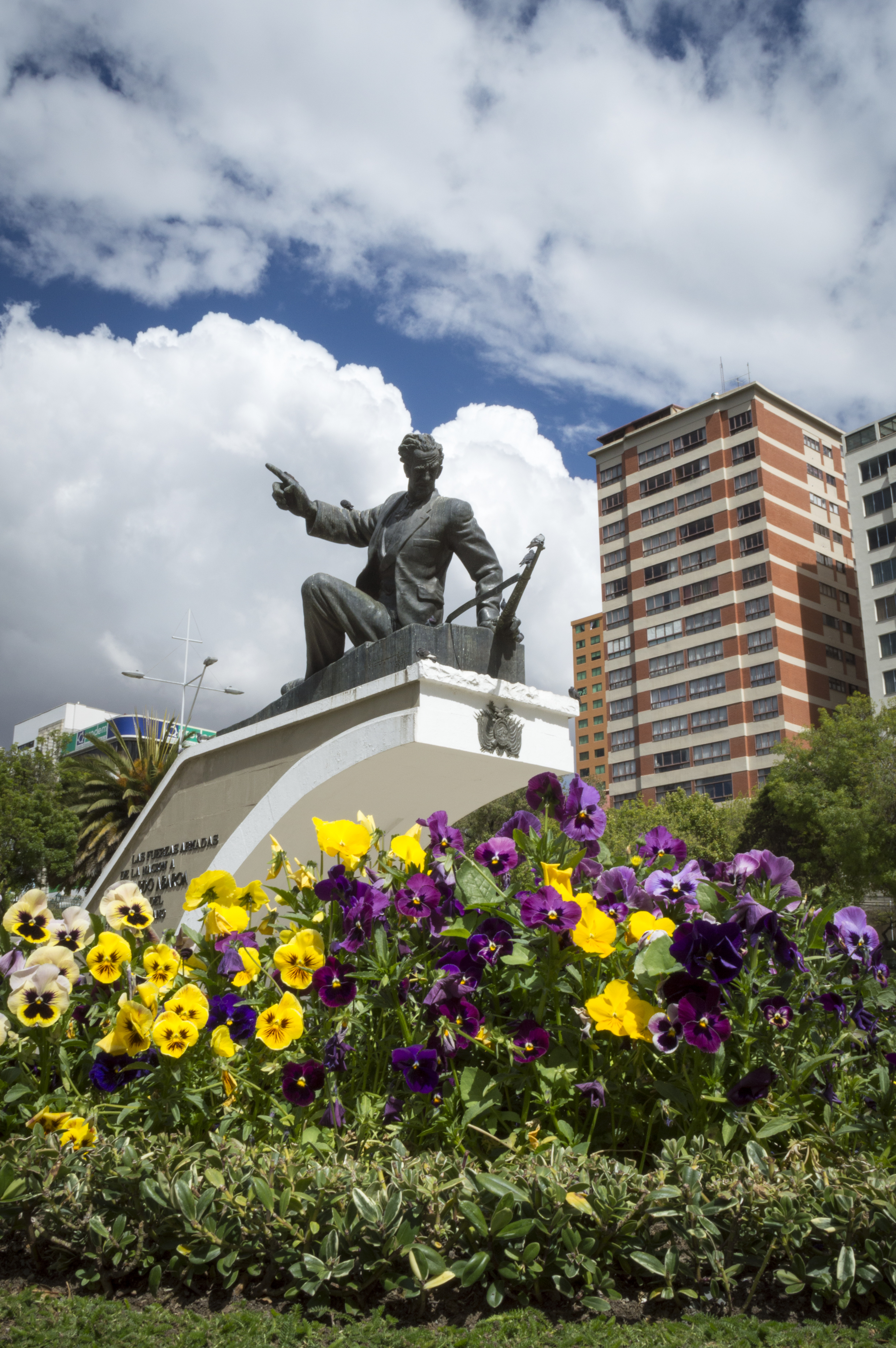
Monumento a Eduardo Abaroa por Emiliano Luján en La Paz, Bolivia.

Entre los monumentos que realizó se encuentran:
- Soldado desconocido, en Villamontes (1942)
- Héroe del Tópater, Eduardo Abaroa, en La Paz (1952)
- Corazón de Jesús, Tarija (1953)
- Corazón de Jesús, Villazón (1954)
- Virgen india, La Paz (1954)
- Corazón de Jesús (El Cristo), Santa Cruz de la Sierra (1961)
- Vencedor de Ingavi, General José Ballivian, La Paz (1962)
- Presidente Coronel Gualberto Villarroel, La Paz (1963)
- Baden Powel, La Paz (1965)
- Alejandro von Humboldt, La Paz (1967)
- Presidente Teniente Coronel Germán Busch, La Paz (1968)
- Tupaj Katari, La Paz (1970)
- Soldado desconocido, La Paz (1972)
- Monumento al cadete, La Paz (1974)
- Reforma agraria, Cochabamba (1975)
- Teniente Coronel Doña Juana Azurduy de Padilla, Sucre (1975)

## Premios
Entre sus premios y condecoraciones se encuentran:
- Primer Premio Medalla de Plata y Abanderado, Academia de Bellas Artes, Cochabamba (1932)
- Primer Premio Caricaturas, Tercer Salón Municipal de Arte, Cochabamba (1932)
- Primer Premio, Exposición Nacional de Caricaturas, La Paz (1936)
- Segundo Premio Escultura, Tercer Salón Municipal de Arte, Cochabamba (1939)
- Medalla de Oro, Rotary Club, Villamontes (1942)
- Primer Premio, Concurso de Maquetas, Municipalidad de La Paz (1947)
- Medalla de Oro, Ministerio de Defensa, La Paz (1952)
- Medalla de Oro, Familia Abaroa, La Paz (1952)
- Medalla del Cóndor de los Andes en el grado de Caballero, La Paz (1952)
- Primer Premio Escultura, Segundo Salón Anual "Pedro Domingo Murillo", La Paz (1954)
- Gran Premio Escultura, Cuarto Salón Anual "Pedro Domingo Murillo", La Paz (1956)
- Primer Premio Escultura, Salón Nacional de Artes Plásticas, Ministerio de Educación y Bellas Artes, La Paz (1961)
- Medalla de la Fundación Eloy Alfaro, Ecuador (1961)
- Primer Premio Escultura, Decimotercer Salón "Pedro Domingo Murillo", La Paz (1965)
- Gran Premio Escultura, Decimoquinto Salón "Pedro Domingo Murillo", La Paz (1967)
- Primer Premio Escultura, Salón Municipal "14 de Septiembre", Cochabamba (1970)
- Medalla de bronce Alejandro Von Humbolt de la República Alemana (1970)
- Premio Escultura, Salón Municipal "Pedro Domingo Murillo", La Paz (1972)
- Primer Premio Escultura, Salón Municipal "14 de Septiembre", Cochabamba (1975)